# Curling-Pazifik-Asienmeisterschaft 2016
Die Curling-Pazifik-Asienmeisterschaften 2016 fanden vom 5. bis 12. November in Uiseong, Südkorea, statt.
Bei den Frauen gewann Südkorea und bei den Männern Japan. Bei den Männern qualifizierten sich die beiden bestplatzierten Teams (Japan und China) für die Weltmeisterschaft 2017, während sich bei den Frauen nur das Siegerteam qualifizieren konnte, da die Weltmeisterschaft der Damen 2017 in Peking stattfand und die chinesische Mannschaft als Gastgeber bereits gesetzt war.

## Männer

### Teams
An der Meisterschaft der Männer nahmen neun Mannschaften teil.
| Australien | Volksrepublik China | Chinesisch Taipeh |
| --- | --- | --- |
| Skip: Ian Palangio Third: Jay Merchant Second: Dean Hewitt Lead: Derek Smith                                                         | Skip: Liu Rui Third: Xu Xiaoming Second: Zou Qiang Lead: Zang Jialiang Alternate: Zhang Tianyu                          | Skip: Randolph Shen Third: Nicholas Hsu Second: Brendon Liu Lead: Ting-Li Lin Alternate: Steve Koo                       |
| Hongkong | Japan | Kasachstan |
| Skip: Jason Chang Third: Derek Leung Second: John Li Lead: Teddie Leung Alternate: Martin Yan                                        | Skip: Yūsuke Morozumi Third: Tetsurō Shimizu Second: Tsuyoshi Yamaguchi Lead: Kōsuke Morozumi Alternate: Koshuke Hirata | Skip: Viktor Kim Third: Abylaikhan Zhuzbay Second: Muzdybay Kudaibergenov Lead: Dimitriy Garagul Alternate: Renas Akhmad |
| Katar | Neuseeland | Südkorea |
| Skip: Abdulrahman Nabil Third: Sadd Alfahd Ahmed Second: Abdulaziz Almajed Lead: Jaber Al-Othali Alternate: Abdulrahman Mohamed Zain | Skip: Peter de Boer Third: Sean Becker Second: Scott Becker Lead: Warren Dobson                                         | Skip: Kim Soo-hyuk Third: Kim Tae-hwan Second: Park Jong-duk Lead: Nam Yoon-ho Alternate: Yoo Min-hyeon                  |

### Round Robin
In der Round Robin der Männer spielte jede Mannschaft einmal gegen jede andere Mannschaft.
| Datum | Zeit  | Begegnung                        | Resultat |
| ----- | ----- | -------------------------------- | -------- |
| 5.11. | 17:30 | Neuseeland – Chinesisch Taipeh   | 3:8      |
|       |       | Südkorea – Hongkong              | 12:3     |
|       |       | Kasachstan – Volksrepublik China | 2:7      |
|       |       | Katar – Japan                    | 1:19     |
| 6.11. | 9:00  | Chinesisch Taipeh – Südkorea     | 2:8      |
|       |       | Neuseeland – Katar               | 16:3     |
|       |       | Hongkong – Japan                 | 7:10     |
|       |       | Volksrepublik China – Australien | 7:5      |
| 6.11. | 19:00 | Japan – Australien               | 6:1      |
|       |       | Kasachstan – Chinesisch Taipeh   | 5:9      |
|       |       | Südkorea – Katar                 | 22:2     |
|       |       | Neuseeland – Hongkong            | 10:3     |
| 7.11. | 14:00 | Katar – Hongkong                 | 5:9      |
|       |       | Volksrepublik China – Japan      | 7:4      |
|       |       | Australien – Chinesisch Taipeh   | 3:7      |
|       |       | Kasachstan – Südkorea            | L:W*     |
| 8.11. | 9:00  | Südkorea – Volksrepublik China   | 6:4      |
|       |       | Hongkong – Australien            | 6:5      |
|       |       | Neuseeland – Kasachstan          | 9:2      |
|       |       | Chinesisch Taipeh – Katar        | 21:0     |

| Datum  | Zeit  | Begegnung                               | Resultat |
| ------ | ----- | --------------------------------------- | -------- |
| 8.11.  | 19:00 | Australien – Neuseeland                 | 2:8      |
|        |       | Katar – Kasachstan                      | 8:10     |
|        |       | Japan – Südkorea                        | 6:5      |
|        |       | Hongkong – Volksrepublik China          | 5:10     |
| 9.11.  | 14:00 | Kasachstan – Japan                      | 3:13     |
|        |       | Chinesisch Taipeh – Volksrepublik China | 4:6      |
|        |       | Katar – Australien                      | 2:17     |
|        |       | Südkorea – Neuseeland                   | 8:5      |
| 10.11. | 8:00  | Volksrepublik China – Katar             | 10:2     |
|        |       | Japan – Neuseeland                      | 7:5      |
|        |       | Chinesisch Taipeh – Hongkong            | 8:3      |
|        |       | Australien – Kasachstan                 | 13:2     |
| 10.11. | 16:00 | Hongkong – Kasachstan                   | 10:8     |
|        |       | Australien – Südkorea                   | 3:6      |
|        |       | Volksrepublik China – Neuseeland        | 7:3      |
|        |       | Japan – Chinesisch Taipeh               | 5:9      |

* Kasachstan brach das Spiel wegen einer Schiedsrichter-Entscheidung ab.
| Schlüssel | Schlüssel     |
| --------- | ------------- |
|           | Playoff-Platz |

| Land                | Skip              | Siege | Niederl. |
| ------------------- | ----------------- | ----- | -------- |
| Südkorea            | Kim Soo-hyuk      | 7     | 1        |
| Volksrepublik China | Liu Rui           | 7     | 1        |
| Chinesisch Taipeh   | Randolph Shen     | 6     | 2        |
| Japan               | Yūsuke Morozumi   | 6     | 2        |
| Neuseeland          | Peter de Boer     | 4     | 4        |
| Hongkong            | Jason Chang       | 3     | 5        |
| Australien          | Ian Palangio      | 2     | 6        |
| Kasachstan          | Victor Kim        | 1     | 7        |
| Katar               | Abdulrahman Nabil | 0     | 8        |

### Playoffs
|  | Halbfinale | Halbfinale          | Halbfinale |   |       | Finale              | Finale           | Finale           |
|  |            |                     |            |   |       |                     |                  |                  |
|  |            |                     |            |   |       |                     |                  |                  |
|  | 1          | Südkorea            | 5          |   |       |                     |                  |                  |
|  | 4          | Japan               | 6          |   |       |                     |                  |                  |
|  |            |                     |            | 4 | Japan | 5                   |                  |                  |
|  |            |                     |            |   | 2     | Volksrepublik China | 3                |                  |
|  | 2          | Volksrepublik China | 11         |   |       |                     |                  |                  |
|  | 3          | Chinesisch Taipeh   | 5          |   |       | Spiel um Platz 3    | Spiel um Platz 3 | Spiel um Platz 3 |
|  |            |                     |            |   |       | 1                   | Südkorea         | 8                |
|  | 3          | Chinesisch Taipeh   | 6          |   |       |                     |                  |                  |
|  |            |                     |            |   |       |                     |                  |                  |

#### Halbfinale
11. November, 19:00
| Team     |    | 1 | 2 | 3 | 4 | 5 | 6 | 7 | 8 | 9 | 10 | Gesamt |
| -------- | -- | - | - | - | - | - | - | - | - | - | -- | ------ |
| Japan    |    | 0 | 2 | 0 | 0 | 1 | 0 | 0 | 2 | 0 | 0  | 5      |
| Südkorea | 🔨 | 1 | 0 | 1 | 1 | 0 | 0 | 1 | 0 | 0 | 1  | 5      |

| Team                |    | 1 | 2 | 3 | 4 | 5 | 6 | 7 | 8 | 9 | 10 | Gesamt |
| ------------------- | -- | - | - | - | - | - | - | - | - | - | -- | ------ |
| Volksrepublik China | 🔨 | 5 | 0 | 2 | 0 | 0 | 3 | 0 | 1 | X | X  | 11     |
| Chinesisch Taipeh   |    | 0 | 2 | 0 | 1 | 1 | 0 | 1 | 0 | X | X  | 5      |

#### Spiel um Platz 3
12. November, 14:00
| Team              |    | 1 | 2 | 3 | 4 | 5 | 6 | 7 | 8 | 9 | 10 | Gesamt |
| ----------------- | -- | - | - | - | - | - | - | - | - | - | -- | ------ |
| Südkorea          | 🔨 | 2 | 0 | 1 | 2 | 2 | 0 | 0 | 1 | 0 | X  | 8      |
| Chinesisch Taipeh |    | 0 | 4 | 0 | 0 | 0 | 1 | 0 | 0 | 1 | X  | 6      |

#### Finale
12. November, 14:00
| Team                |    | 1 | 2 | 3 | 4 | 5 | 6 | 7 | 8 | 9 | 10 | Gesamt |
| ------------------- | -- | - | - | - | - | - | - | - | - | - | -- | ------ |
| Japan               |    | 1 | 0 | 0 | 2 | 0 | 0 | 0 | 0 | 2 | 0  | 5      |
| Volksrepublik China | 🔨 | 0 | 1 | 1 | 0 | 0 | 0 | 0 | 0 | 0 | 1  | 3      |

### Endstand
| Platz | Land                |
| ----- | ------------------- |
| 1     | Japan               |
| 2     | Volksrepublik China |
| 3     | Südkorea            |
| 4     | Chinesisch Taipeh   |
| 5     | Neuseeland          |
| 6     | Hongkong            |
| 7     | Australien          |
| 8     | Kasachstan          |
| 9     | Katar               |

Japan und die Volksrepublik China qualifizierten sich für die Weltmeisterschaft 2017 in Edmonton.

## Frauen

### Teams
An der Meisterschaft der Frauen nahmen acht Mannschaften teil.
| Australien | Volksrepublik China                                                                                     | Hongkong |
| --- | --- | --- |
| Skip: Jennifer Westhagen Third: Lauren Wagner Second: Kristen Tsourlenes Lead: Stephanie Barr Alternate: Anne Powell     | Skip: Wang Bingyu Third: Zhou Yan Second: Liu Jinli Lead: Yang Ying Alternate: Mei Jie                  | Skip: Ling-Yue Hung Third: Julie Morrison Second: Ada Shang Lead: Ashura Wong                                             |
| Japan | Katar                                                                                                   | Kasachstan |
| Skip: Satsuki Fujisawa Third: Chinami Yoshida Second: Yūmi Suzuki Lead: Yurika Yoshida Alternate: Mari Motohashi         | Skip: Mubarkah Al-Abdulla Third: Kholoud Al-Moukdad Second: Reham Al-Moukdad Lead: Lara Chakh           | Skip: Ramina Yunicheva Third: Anastassiya Surgay Second: Kamila Bakanova Lead: Diana Torkina Alternate: Sitora Alliyarova |
| Neuseeland | Südkorea                                                                                                | |
| Skip: Chelsea Farley Third: Thivya Jeyaranjan Second: Emma Sutherland Lead: Holly Thompson Alternate: Elizabeth Matthews | Skip: Kim Eun-jung Third: Kim Kyeong-ae Second: Kim Seon-yeong Lead: Kim Yeong-mi Alternate: Kim Cho-hi | |

### Round Robin
| Datum | Zeit  | Begegnung                        | Resultat |
| ----- | ----- | -------------------------------- | -------- |
| 6.11. | 14:00 | Katar – Japan                    | 1:20     |
|       |       | Volksrepublik China – Südkorea   | L:W      |
|       |       | Australien – Kasachstan          | 19:4     |
|       |       | Hongkong – Neuseeland            | 8:7      |
| 7.11. | 9:00  | Südkorea – Hongkong              | 14:3     |
|       |       | Kasachstan – Katar               | 18:1     |
|       |       | Neuseeland – Japan               | 7:8      |
|       |       | Volksrepublik China – Australien | 14:5     |
| 7.11. | 19:00 | Australien – Südkorea            | 1:23     |
|       |       | Katar – Neuseeland               | 0:21     |
|       |       | Hongkong – Volksrepublik China   | 2:18     |
|       |       | Japan – Kasachstan               | 14:1     |
| 8.11. | 14:00 | Volksrepublik China – Kasachstan | 20:1     |
|       |       | Hongkong – Japan                 | 3:15     |
|       |       | Katar – Australien               | 1:21     |
|       |       | Neuseeland – Südkorea            | 9:2      |

| Datum  | Zeit  | Begegnung                        | Resultat |
| ------ | ----- | -------------------------------- | -------- |
| 9.11.  | 9:00  | Hongkong – Katar                 | 14:4     |
|        |       | Südkorea – Kasachstan            | 17:1     |
|        |       | Volksrepublik China – Neuseeland | 11:1     |
|        |       | Australien – Japan               | 5:8      |
| 9.11.  | 19:00 | Japan – Volksrepublik China      | 6:7      |
|        |       | Neuseeland – Australien          | 6:5      |
|        |       | Südkorea – Katar                 | 30:0     |
|        |       | Kasachstan – Hongkong            | 4:16     |
| 10.11. | 12:00 | Kasachstan – Neuseeland          | 1:11     |
|        |       | Australien – Hongkong            | 7:6      |
|        |       | Japan – Südkorea                 | 6:4      |
|        |       | Katar – Volksrepublik China      | 2:22     |

* Im Zusatzend lief die Spielzeit für China ab und Südkorea gewann das Spiel.
| Schlüssel | Schlüssel     |
| --------- | ------------- |
|           | Playoff Platz |

| Land                | Skip                | Siege | Niederl. |
| ------------------- | ------------------- | ----- | -------- |
| Südkorea            | Kim Eun-jung        | 6     | 1        |
| Volksrepublik China | Wang Bingyu         | 6     | 1        |
| Japan               | Satsuki Fujisawa    | 6     | 1        |
| Neuseeland          | Chelsea Farley      | 4     | 3        |
| Australien          | Jennifer Westhagen  | 3     | 4        |
| Hongkong            | Ling-Yue Hung       | 2     | 5        |
| Kasachstan          | Ramina Yunicheva    | 1     | 6        |
| Katar               | Mubarkah Al-Abdulla | 0     | 7        |

### Playoffs
|  | Halbfinale | Halbfinale          | Halbfinale |   |          | Finale              | Finale           | Finale           |
|  |            |                     |            |   |          |                     |                  |                  |
|  |            |                     |            |   |          |                     |                  |                  |
|  | 1          | Südkorea            | 12         |   |          |                     |                  |                  |
|  | 4          | Neuseeland          | 4          |   |          |                     |                  |                  |
|  |            |                     |            | 1 | Südkorea | 5                   |                  |                  |
|  |            |                     |            |   | 2        | Volksrepublik China | 3                |                  |
|  | 2          | Volksrepublik China | 6          |   |          |                     |                  |                  |
|  | 3          | Japan               | 3          |   |          | Spiel um Platz 3    | Spiel um Platz 3 | Spiel um Platz 3 |
|  |            |                     |            |   |          | 4                   | Neuseeland       | 3                |
|  | 3          | Japan               | 10         |   |          |                     |                  |                  |
|  |            |                     |            |   |          |                     |                  |                  |

#### Halbfinale
11. November 10:00 Uhr
| Team       |    | 1 | 2 | 3 | 4 | 5 | 6 | 7 | 8 | 9 | 10 | Gesamt |
| ---------- | -- | - | - | - | - | - | - | - | - | - | -- | ------ |
| Neuseeland |    | 0 | 1 | 0 | 0 | 2 | 0 | 0 | 1 | 0 | X  | 4      |
| Südkorea   | 🔨 | 2 | 0 | 1 | 2 | 0 | 1 | 1 | 0 | 5 | X  | 12     |

| Team                |    | 1 | 2 | 3 | 4 | 5 | 6 | 7 | 8 | 9 | 10 | Gesamt |
| ------------------- | -- | - | - | - | - | - | - | - | - | - | -- | ------ |
| Japan               |    | 0 | 1 | 0 | 0 | 0 | 1 | 1 | 0 | 0 | X  | 3      |
| Volksrepublik China | 🔨 | 2 | 0 | 1 | 0 | 1 | 0 | 0 | 1 | 1 | X  | 6      |

#### Spiel um Platz 3
12. November 09:00 Uhr
| Team       |    | 1 | 2 | 3 | 4 | 5 | 6 | 7 | 8 | 9 | 10 | Gesamt |
| ---------- | -- | - | - | - | - | - | - | - | - | - | -- | ------ |
| Neuseeland |    | 0 | 0 | 0 | 0 | 2 | 0 | 0 | 1 | 0 | X  | 3      |
| Japan      | 🔨 | 3 | 1 | 2 | 1 | 0 | 1 | 1 | 0 | 1 | X  | 10     |

#### Finale
12. November 09.00 Uhr
| Team                |    | 1 | 2 | 3 | 4 | 5 | 6 | 7 | 8 | 9 | 10 | Gesamt |
| ------------------- | -- | - | - | - | - | - | - | - | - | - | -- | ------ |
| Südkorea            | 🔨 | 0 | 0 | 0 | 1 | 0 | 2 | 0 | 2 | 0 | X  | 5      |
| Volksrepublik China |    | 0 | 1 | 0 | 0 | 1 | 0 | 1 | 0 | 0 | X  | 3      |

### Endstand
| Platz | Land                |
| ----- | ------------------- |
| 1     | Südkorea            |
| 2     | Volksrepublik China |
| 3     | Japan               |
| 4     | Neuseeland          |
| 5     | Australien          |
| 6     | Hongkong            |
| 7     | Kasachstan          |
| 8     | Katar               |

Südkorea qualifizierte sich für die Weltmeisterschaft 2017 in Peking. China war bereits als Gastgeberland qualifiziert.